# Tenderstories
Tenderstories è una società di produzione audiovisiva inglese con sede a Londra, specializzata nello scouting e sviluppo di storie originali. Controlla Tenderstories Srl, compagnia italiana operante nello stesso settore. 

## Storia
La società è nata a Londra nel 2019 su iniziativa di Moreno Zani, presidente di Tendercapital.
Il Managing Director della capogruppo è Linda Garbarino, mentre Malcom Pagani ricopre la carica di Amministratore Delegato della società di produzione italiana. Tenderstories ha inoltre incorporato i progetti d’arte contemporanea di TenderToArt, che hanno avuto inizio nel 2011 e sono tuttora in corso.
Nel 2020, Tenderstories è tra le case di produzione del film Padrenostro di Claudio Noce, ispirato a un fatto di cronaca, con protagonisti Barbara Ronchi e Pierfrancesco Favino. Quest’ultimo nello stesso anno fu insignito della Coppa Volpi per la migliore interpretazione maschile. Nel 2021 il film vince il Nastro d’argento al miglior soggetto di Claudio Noce ed Enrico Audenino.
Nel 2022, Tenderstories produce il film Bones And All diretto da Luca Guadagnino e interpretato da Taylor Russell e Timothée Chalamet. La pellicola vince il Leone D’Argento per la miglior regia alla 79ª Mostra internazionale d'arte cinematografica di Venezia.
Nel 2022 riceve il riconoscimento per il cinema d'autore da parte dei Magna Grecia Awards. Una delegazione della società è stata inoltre ricevuta da Papa Francesco per il documentario "Kordon (Confine)".
Tra i film più attesi del 2024 c'è Un altro Ferragosto, sequel del fortunato Ferie d'agosto del 1996. Il lungometraggio riunisce i vecchi personaggi sull'isola di Ventotene, restituendoci un affresco amaro e allo stesso tempo tragicomico dei nostri giorni. Il film, diretto da Paolo Virzì, è prodotto da Tenderstories, Lotus Production - Leone Film Group, Rai Cinema e con il contributo del Ministero della Cultura.
Nel 2024, viene presentato in anteprima alla 81ª Mostra internazionale d'arte cinematografica di Venezia Nonostante, film d'apertura della sezione Orizzonti, diretto e interpretato da Valerio Mastandrea, con Dolores Fonzi. Il film è prodotto da HT Film, Damocle e Tenderstories con Rai Cinema, ed è distribuito nelle sale italiane a partire dal 27 marzo 2025 da BiM Distribuzione.
Sempre in occasione dell’81ª Mostra internazionale d'arte cinematografica di Venezia, il 5 settembre 2024, viene presentato il film April scritto e diretto dalla regista georgiana Dea Kulumbegashvili, prodotto da Tenderstories, Frenesy, MeMo Film, First Picture e IFP. La pellicola si aggiudica il Premio speciale della giuria.
Tenderstories è inoltre tra i produttori del film Diciannove, presentato nella sezione Orizzonti alla 81ª Mostra internazionale d'arte cinematografica di Venezia. Il film è stato presentato in gara nella sezione Discovery al Toronto International Film Festival il 5 settembre 2024.
Dal 2023, ogni venerdì esce Dicono di te, un podcast prodotto da Chora Media e Tenderstories, in cui personaggi noti del panorama culturale italiano, tra cui cantanti, attori, scrittori, registi e sceneggiatori, si raccontano a Malcom Pagani in modo intimo e profondo. Le conversazioni, che si svolgono in un'atmosfera di ascolto reciproco, sono caratterizzate da sincerità, tenerezza, e a volte anche da durezza o sorprese inattese. Ogni episodio del podcast è un viaggio emotivo che esplora la vita e le esperienze degli intervistati. Ogni racconto è unico e speciale. Le voci degli intervistati, accompagnate dal suono di rumori ambientali che entrano dalle finestre, danno vita a storie avvincenti e autentiche.

## Produzioni

### Cinema
- Un'altra storia, regia di Dario Piana (2015)
- Mustang Blues, regia di Armando Trivellini (2019)
- Padrenostro, regia di Claudio Noce (2020)[10]
- The Green Carpet Fashion Awards, regia di Giorgio Testi e Livia Giuggioli (2020)
- Marx può aspettare, regia di Marco Bellocchio (2021)[11][12][13]
- Senza Fine, regia di Elisa Fuksas (2021)[14][15][16][17]
- La scelta di Maria, regia di Francesco Micciché (2021)[18][19][20][21]
- Ghiaccio, regia di Fabrizio Moro e Alessio De Leonardis (2022)[22][2]
- Bones And All, regia di Luca Guadagnino (2022)[23][24]
- Il Signore delle Formiche, regia di Gianni Amelio (2022)[25][26][27]
- Amanda, regia di Carolina Cavalli (2022)[28][29]
- Kordon (Confine), regia di Alice Tomassini (2022)[30][31][32]
- Primadonna, regia di Marta Savina (2022)[33][34][35]
- Bones and All, regia di Luca Guadagnino (2022)[36][37]
- Pet Shop Days, regia di Olmo Schnabel (2023)[38][39][40]
- Te l’avevo detto, regia di Ginevra Elkann (2024)[41][42]
- Volare, regia di Margherita Buy (2024)[41][43][18]
- Un altro ferragosto, regia di Paolo Virzì (2024)
- Nonostante, regia di Valerio Mastandrea (2024)
- April, regia di Dea Kulumbegashvili (2024)
- Diciannove, regia di Giovanni Tortorici (2024)

### Arte
- Ruediger Glatz. Reflecting Pasolini (2022) a cura di Alessio de Navasques
- Corpus Domini. Dal corpo glorioso alle rovine dell'anima (2021-2022) a cura di Francesca Alfano Miglietti
- Le Conversazioni (2020-21) di Antonio Monda e Davide Azzolini
- Memos. A proposito della moda in questo millennio (2020) di Camera Nazionale della Moda Italiana, a cura di Maria Luisa Frisa
- Anna Maria Maiolino. O amor se faz revolucionário (2019) a cura di Diego Sileo
- Letizia Battaglia. Fotografia come scelta di vita. (2019), mostra monografica su Letizia Battaglia a cura di Francesca Alfano Miglietti (FAM)
- Yugen (2018) di Martha Fiennes
- Frida Kahlo. Oltre il Mito (2018) mostra monografica su Frida Kahlo a cura di Diego Sileo
- David Montgomery, So Wonderful (2017) in collaborazione con Vanity Fair Italia
- Baricco, Indias di Alessandro Baricco (2017), di Alessandro Baricco, ideato e coordinato da Luca Dini
- Open Studio, Lavinia di T-Yong Chung (2017)
- Sandro Kopp, Take Time (2016) a cura di Denise Wendel-Poray
- Sguardo di Donna. Da Diane Arbus a Letizia Battaglia. La passione e il coraggio (2015) a cura di Francesca Alfano Miglietti (FAM)
- IO è TE (2014) a cura di Francesca Alfano Miglietti (FAM)
- David LaChapelle. Rapture of the grape (2014) a cura di David LaChapelle di Beatrice Panerai
- Letizia Battaglia. Gli Invincibili (2013) a cura di Francesca Alfano Miglietti (FAM)
- Attese (2013) a cura di Francesca Alfano Miglietti (FAM)
- Tender To Young Art (2011-2012)